# Mohammad Ali Chah
Pour les articles homonymes, voir Muhammad Shah et Mohammed Ali.
Mohammad Ali Chah Qadjar (en persan : محمدعلی شاه قاجار), né le 21 juin 1872 à Amol et mort à Sanremo en Italie le 8 avril 1925, est chah d’Iran du 8 janvier 1907 au 16 juillet 1909. Il est opposé à la constitution ratifiée pendant le règne de son père, Mozaffareddine Chah. Il dissout l’assemblée et est soutenu par la Russie avec une brigade cosaque. Cependant, il abdique en faveur de son fils Ahmad Chah Qadjar, à la suite de la révolution constitutionnelle. On se souvient de lui comme d'un symbole de la dictature (Mirza Riza Khan).
Il s’exile en Russie et ses tentatives pour regagner le trône ne sont pas couronnées de succès. Son fils, Ahmad Chah Qadjar est le dernier héritier de la dynastie Qajar.

## Famille
Mohammad Ali Chah est le fils de Mozaffareddine Chah et de Am al Khaghan. Il se marie à deux reprises et est le père de huit enfants.
- Premier mariage avec Robabah Khanoom Malih al-Saltanah dont 
  - Husayn Ali Mirza Etezad al-Saltaneh [1892 - 1953]
- Second mariage avec la Princesse Malekeh Jahan Khanoum [1875 -] dont 
  - Ahmad Shah [21 janvier 1898 - 27 février 1930]
  - Mohammad Hassan Mirza [20 février 1899 - 7 janvier 1943]
  - Ahmad Mirza
  - Khadija Kadjar [- 1959]
  - Mahmud Mirza [15 octobre 1905 - 2 juillet 1988]
  - Abdul Majid Mirza [7 janvier 1907 - 24 mai 1975], père du prince Ali Mirza Kadjar (1929-2011)
  - Muhammad Mehdi Mirza [septembre 1908 -]

## Liste de ses Premiers ministres
- Mirza Nasrollah Khan Moshir od-Dowleh (jusqu'au 17 mars 1907)
- Mirza Ali-Asghar Khan Amin os-Soltan (1er mai 1907 - 31 août 1907)
- Mohammad-Vali Khan Tonekaboni (1er mandat) (13 septembre 1907 - 21 décembre 1907)
- Hossein Khan Nezam os-Saltaneh Mafi (21 décembre 1907 - 21 mai 1908)
- Morteza-Qoli Khan Hedayat Sani od-Dowleh (21 mai 1908 - 7 juin 1908)
- Prince Kamran Mirza Nayeb os-Saltaneh (7 juin 1908 - 29 avril 1909)

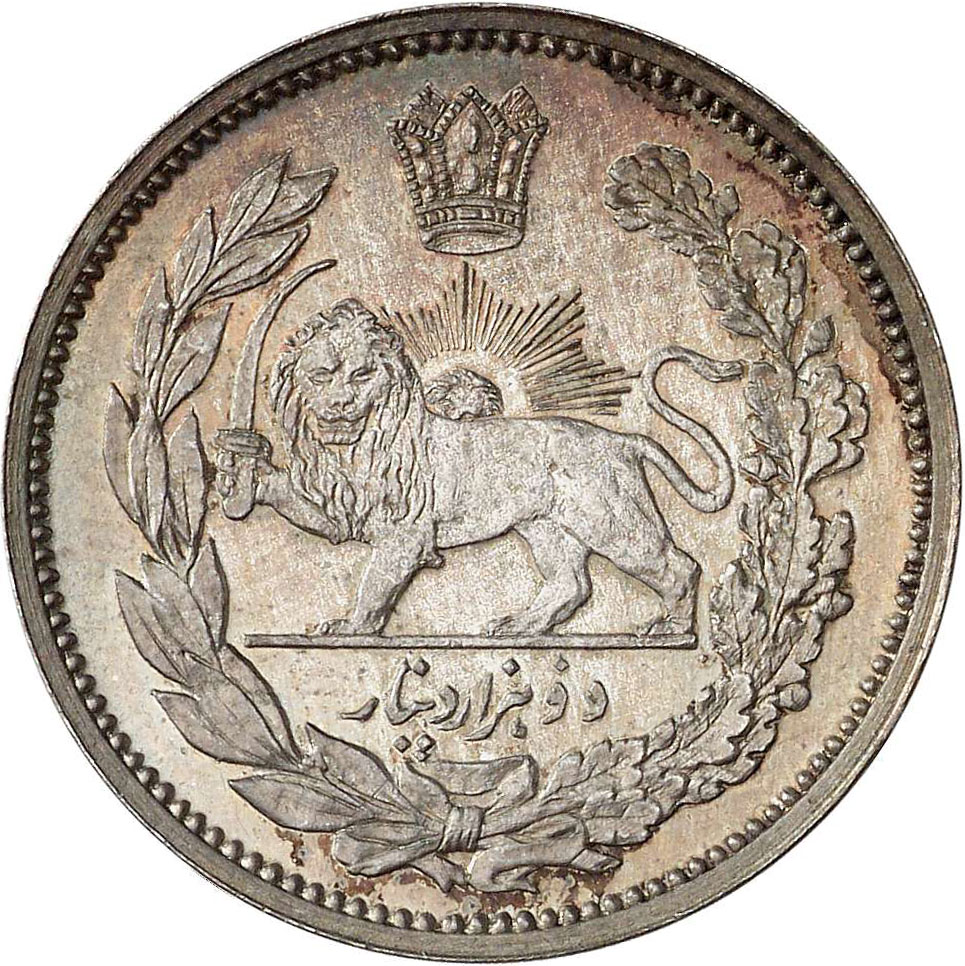
Pièce de 2000 dinars.